# Großhesselohe
Großhesselohe ist ein Gemeindeteil von Pullach im Isartal im oberbayerischen Landkreis München.

## Lage
Großhesselohe liegt im Norden Pullachs auf dem westlichen Hochufer der Isar. Das Siedlungsgebiet ist mit dem westlich angrenzenden Münchner Stadtteil Solln verwachsen. Im Norden grenzt Großhesselohe an die in den Münchner Stadtteilen Solln und Thalkirchen gelegene Villenkolonie Prinz-Ludwigs-Höhe. Die Großhesseloher Brücke verbindet Großhesselohe mit der Villenkolonie Menterschwaige im Münchner Stadtteil Harlaching am östlichen Isarufer. Nördlich der Brücke liegt die Adolf-Wenz-Siedlung unterhalb von Großhesselohe am Isarufer. Im Süden liegt ein schmaler Waldstreifen zwischen Großhesselohe und der ehemaligen BND-Liegenschaft in Pullach.

## Geschichte

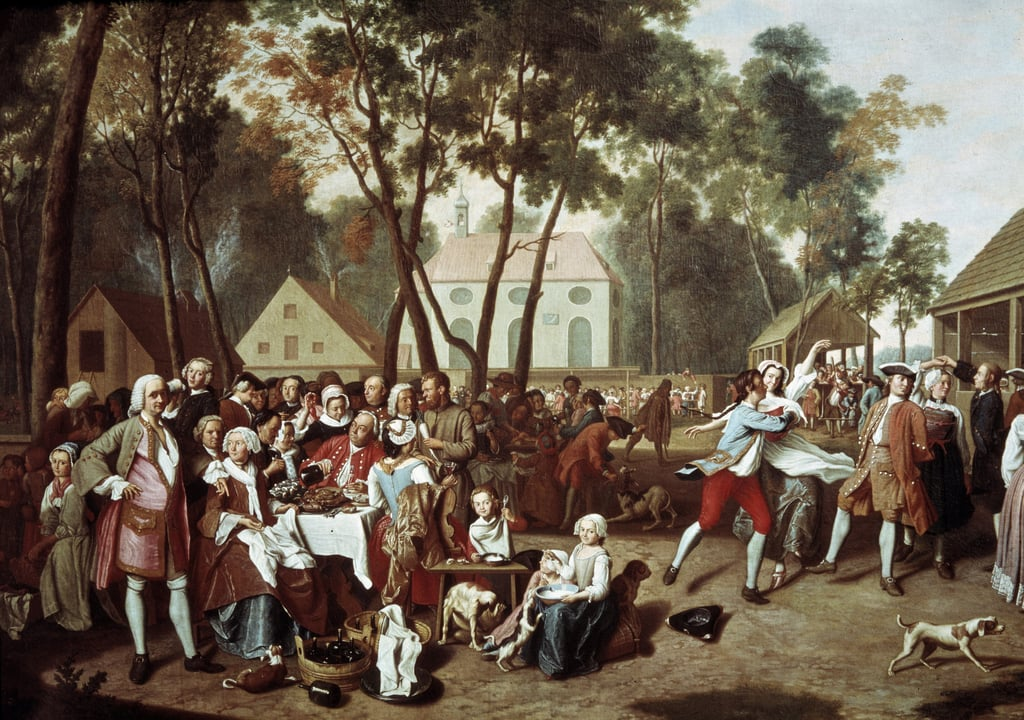
Kirchweih auf Gut Hesselohe an der Dreifaltigkeitskapelle, Gemälde von Peter Jakob Horemans um 1746

Die erste urkundliche Erwähnung Großhesselohes erfolgte als Schweige Hesselohe im Jahr 776, als Herzog Tassilo III. den Schwaighof zusammen mit dem nahen Weiler Baierbrunn an das Kloster Schäftlarn stiftet und sich davon die Erlösung seiner Seele erhofft. Etwa 200 Jahre später wird die Schwaige wieder säkularisiert und 1301 verkauft der Herzog-Truchseß Konrad von Baierbrunn sie unter der Bezeichnung Wald und Schwaige Hessloch an das Heilig-Geist-Spital in München. Das Spital erwirtschaftete mit diesem und anderen Höfen die Mittel, mit denen die Armen der Stadt unterstützt wurden. Im Verlauf des 14. Jahrhunderts ließ es auf dem Gelände der Schwaige eine Kapelle errichten. Im 15. Jahrhundert erhielt die Schenke für ihre Kleinbrauerei eine Bierausschankgenehmigung. 1698 wurde die alte Kapelle abgebrochen und durch die noch bestehende Dreifaltigkeitskapelle ersetzt.
1782 wird Hesselohe beschrieben als „ein paar Häuschen […], wobei sich eine Klause und ein Kirchlein befinden“. Eine besondere Rolle spielte die Hesseloher Kirchweih zu Pfingsten, die im 18. Jahrhundert als Fest unter den Bäumen des Isarhanges abgehalten wurde. Seit 1779 fand neben der Kirchweih auch ein jährlicher Jahrmarkt bei der Schwaige statt. Er wurde zunächst eingerichtet, weil das Heilig-Geist-Spital in finanzielle Schwierigkeiten geraten war und sich bei Kurfürst Karl Theodor um das Recht für eine Verlustigung jeweils zu Peter und Paul am 29. Juni bewarb.
Im Rahmen der Säkularisation wurde das Vermögen des Heilig-Geist-Spitals verstaatlicht, und die Schwaige verkauft. Neuer Eigentümer wurde Paul Schröfl, der in München ein Cafehaus betrieb. Er errichtet einen Tanzpavillon, der besonders die Münchner Jugend anzogen. Um den Pavillon herum wurden Logen errichtet, in denen sich geschlossene Gesellschaften, vor allem die Münchner Künstlervereine, versammelten. Zu Beginn des 19. Jahrhunderts wurde die Schwaige in „Großhesselohe“ umbenannt zur Abgrenzung vom „Kleinen Hesselohe“, einem ab 1792 neu im Englischen Garten entstandenen Tanz- und Vergnügungsplatz, nach dem auch der Kleinhesseloher See benannt ist. Mit der Gemeindebildung 1818 kam Großhesselohe zur Gemeinde Pullach im Isartal.
1818 erwarb der französische General Jean-Baptiste Drouet d’Erlon, der bei ehemaligen Verbündeten in Bayern Zuflucht suchte, nachdem er in Frankreich in Ungnade gefallen war, neben weiterem Besitz in Bayern auch die Schwaige Großhesselohe. Unter dem Decknamen Baron Schmid errichtete er 1820 eine moderne Brauerei, von der noch ein Nebengebäude erhalten ist, und den zugehörigen Bierkeller auf dem Isarhochufer. Als General d’Erlon 1824 begnadigt wurde und seine Karriere im französischen Militär wieder aufnahm, blieb sein Sohn Hyppolyt zurück und betrieb Hesselohe weiter. Zwischen 1820 und 1830 wurde der Gasthof errichtet, der später zum Hauptgebäude der Waldwirtschaft Großhesselohe wurde.
Hyppolyt d’Erlon verkaufte das Grundstück mit allen Bauten 1835 an den pensionierten Minister Maximilian von Montgelas. Dieser ließ das Wohnhaus der Schwaige durch Jean Baptiste Métivier zu einem kleinen Schlösschen ausbauen und erstellte einen 42 Meter tiefen Brunnen mit einer dampfgetriebenen Pumpe. Nach dessen Tod ging das Gelände 1846 an Freiherrn Karl von Beck aus der Familie Beck-Peccoz, einen Fabrikanten aus Augsburg und Pasing. Die Eröffnung der Teilstrecke München-Großhesselohe der Bahnstrecke München–Lenggries 1854 und der Isartalbahn 1891 sorgte für eine weitere Zunahme der Ausflugsgäste. 1875 kaufte ein Pullacher Gastwirt namens Georg Kalb die Brauerei und das Wirtshaus, sein Sohn Georg baute die Brauerei in den 1890er Jahren erneut um. Die Konzentration der Brauereien führte dazu, dass Kalb 1910 das Braurecht an die Spatenbrauerei verkaufte, die die Brauerei einstellte. 1930 kaufte Spaten auch das Wirtshaus. Georg Kalb, nach dem die Zufahrtstraße zum Großhesseloher Schlösschen benannt ist, gab auch die Landwirtschaft auf und begann mit der Parzellierung und Villenbebauung des Gutes Großhesselohe.
Der spätere Besitzer Eduard Woellner und seine Söhne Eduard und Fritz ließen ab 1919 einen Teil des abgeholzten Geländes wieder aufforsten. 1925 gründeten die Brüder Eduard und Fritz Woellner die Woellnersche Grundstücksverwaltung Villenkolonie Großhesselohe. Zug um Zug sollte das gesamte Gutsgelände, das sich vom ehemaligen Staatsbahnhof im Norden nahezu bis zur Burg Schwaneck und vom Isarhochufer bis zur Isartalbahn und teils darüber hinaus erstreckte, erschlossen und parzelliert werden. Zahlreiche Grundstücke u. a. das Woellner-Bergerl, der Bahnhofsvorplatz und die große Turnierwiese (Reit- und Fahrturniere) am Isarhochufer wurden als Erholungs- und Grünflächen ausgewiesen. Ebenfalls 1925 löste Fritz Woellner ein rund 24.000 m² großes Grundstück aus dem Gesamtbesitz und stellte es dem unter seiner Federführung gegründeten Tennisclub Großhesselohe zur Verfügung. Fritz Woellner ließ ein Clubhaus im Stil englischer Country Clubs erstellen und baute ein Garderobenhaus. Vom Tennisclub wurde er später zum Ehrenpräsidenten ernannt.
Während der ersten Kriegsjahre wurde das Gutsgebäude mit den Braukellern, Stallungsgebäuden und umgebenden Grundstücken von der NSDAP beansprucht, und die Familie Woellner musste in ein Hotel umziehen. Nach dem Krieg verkaufte die Familie das Gutsgebäude an den Tee-Fabrikanten Gradinger. Aus den Einnahmen des Grundstücksverkaufs und einer Grundstücksschenkung wurde die katholische Kirchenstiftung Hl. Dreifaltigkeit gegründet, obwohl die Familie Woellner dem evangelischen Glauben angehörte. Sie führte allerdings erst 1952 zum Bau einer eigenen Kirche. Nach dem Kriegsende wurde der weitere Verkauf von Grundstücken in Großhesselohe durch die beiden Vorerben und 3 Testamentsvollstrecker fortgesetzt. Die Gemeinde Pullach verlieh Fritz Woellner die Ehrenbürgerwürde und der Bahnhofsvorplatz erhielt die Bezeichnung Woellnerplatz. 1986 verkaufte Fritz Felix Woellner die letzte große Liegenschaft an den Tennisclub Großhesselohe. Im Familienbesitz verblieben bis heute lediglich einige Restgrundstücke aus der Parzellierung, die die Gemeinde als weitere Grünflächen benutzt.

## Beschreibung
Das Ortsbild ist überwiegend geprägt durch Villen sowie ein- bis zweigeschossige Ein- und Mehrfamilienhäuser. Zentral liegt die Pfarrkirche Hl. Dreifaltigkeit. An der Stelle des ehemaligen Herrenhauses der Schwaige steht das von Maximilian von Montgelas errichtete Montgelas-Schlösschen. In der Südostecke des Ortes liegen die Dreifaltigkeitskapelle und die Waldwirtschaft Großhesselohe. In der Nähe steht ein historischer Wasserturm.

## Verkehr
In Großhesselohe gibt es nur Gemeindestraßen. Durch das benachbarte Solln gelangt man zur Bundesstraße 11.
Durch Großhesselohe verlief die Isartalbahn, auf deren Gleisen jetzt die Linie S7 der S-Bahn München verkehrt und die Station Großhesselohe Isartalbahnhof bedient. Am Nordrand von Großhesselohe verläuft die Bahnstrecke München–Lenggries. Die auf ihr verkehrenden Züge halten nicht in Großhesselohe, der ehemalige Bahnhof Großhesselohe wurde 1981 aufgelassen.